# Llei Hadopi
La llei promotora de la difusió i la protecció de la creació a Internet, o Llei Creació i Internet, popularment més coneguda com a llei Hadopi, és una polèmica llei creada a França amb l'objectiu de regular i controlar els drets d'autor. Aquesta llei al començament proposava el tancament de la connexió a Internet als usuaris que utilitzessin o descarreguessin arxius no originals, després de dos avisos, i sancions econòmiques i penals als que no haguessin estat prou eficaços a la vigilància de l'ús d'aquests fitxers per part de tercers.
La proposta va ser fortament criticada pels usuaris i els tècnics van advertir de la inviabilitat de portar-la a terme a la pràctica. Va passar successivament per instàncies a la Comissió Nacional de la Informàtica i de les Llibertats (CNIL), el senat francès, la Comissió Mixta Paritària i novament a l'Assemblea Nacional, fins que el Consell Constitucional va censurar les mesures polèmiques. La llei va ser promulgada igualment però sense que a la pràctica representi cap diferència amb la situació legal i penal anterior a ella.